# Amt Grebenau
Das Amt Grebenau war ein Amt der Landgrafschaft und zuletzt des Großherzogtums Hessen.

## Funktion
In Mittelalter und Früher Neuzeit waren Ämter eine Ebene zwischen den Gemeinden und der Landesherrschaft. Die Funktionen von Verwaltung und Rechtsprechung waren hier nicht getrennt. Dem Amt stand ein Amtmann vor, der von der Landesherrschaft eingesetzt wurde. 

## Geschichte
Bei den Teilungen der Landgrafschaft nach dem Tod des Landgrafen Philipp I. 1567 wurde das Amt Grebenau letztendlich Teil der Landgrafschaft Hessen-Darmstadt, die dann 1806 zum Großherzogtum Hessen wurde.
1820 wurde das Amt Grebenau aufgelöst und dem Amt Alsfeld zugeschlagen. Dieses aber wurde bei der Verwaltungsreform im Großherzogtum 1821 dann auch aufgelöst. Mit dieser Reform wurden auch auf unterer Ebene Justiz und Verwaltung getrennt, für die bisher in den Ämtern wahrgenommenen Verwaltungsaufgaben Landratsbezirke geschaffen, für die erstinstanzliche Rechtsprechung Landgerichte und die Ämter wurden aufgelöst. Die Verwaltungsaufgaben des Amtes Alsfeld wurden auf den Landratsbezirk Romrod und die Rechtsprechung dem Landgericht Alsfeld übertragen.

## Bestandteile
Am Ende des Alten Reiches gehörten nachfolgend aufgeführte Gemeinden zum Amt Grebenau:
- Bieben
- Eulersdorf
- Grebenau
- Merlos
- Reimenrod
- Udenhausen
- Wallershof

## Recht
Im Amt Grebenau galt das Gemeine Recht. Es behielt seine Geltung auch im gesamten 19. Jahrhundert und wurde erst zum 1. Januar 1900 von dem einheitlich im ganzen Deutschen Reich geltenden Bürgerlichen Gesetzbuch abgelöst.